# Childrena sakontala
Childrena sakontala är en fjärilsart som beskrevs av Koll 1848. Childrena sakontala ingår i släktet Childrena och familjen praktfjärilar. Inga underarter finns listade i Catalogue of Life.